# Frank Benjamin Colton
Frank Benjamin Colton (3 de março de 1923 — 25 de novembro de 2003) foi um químico estadunidense.
Foi o primeiro a sitetisar o Norethynodrel, progestina usada no Enovid, a pílula contraceptiva oral combinada, desenvolvida na G. D. Searle & Company, em 1952.